# 虹の花
「虹の花」（にじのはな）は、ASKAの楽曲。配信シングルとして、2018年3月25日に配信された。配信元はDADAレーベル。

## 背景
ASKAが2018年3月から8月まで実施した毎月1回の楽曲配信シリーズ、第1弾の作品である。

## 収録曲
1. 虹の花 (5:03)
（作詞・作曲・編曲：ASKA）
ASKAはこの楽曲を2017年10月に発売されたアルバム『Black&White』に収録するか、最後まで迷ったと自身のブログで述べている[2]。
歌詞は、現実的な話から始まり、サビでファンタジーになる構成。作詞の際、最初に"虹の花"という言葉が浮かび、"虹"と"花"だからファンタジーだろうと考えて作ったとのことである[3]。

## 参加ミュージシャン
- Guitar：鈴川真樹
- Programming：鈴川真樹、藤山祥太

## 収録アルバム
- Breath of Bless